# Grande École du numérique
La Grande École du Numérique, connue également sous le sigle la GEN, est un groupement d'intérêt public mis en place par le gouvernement français en 2015 à la suite de la remise du rapport de préfiguration Grande École du Numérique : une utopie réaliste. La Grande École du Numérique délivre un label à des formations aux métiers du numérique en France métropolitaine et territoires ultramarins ; à ce titre elle labellise aujourd'hui plus de 500 formations et déploie un portail pour faire connaître l'offre de formation aux métiers du numérique.

## Objectifs

### Le réseau de formations accessibles avec ou sans baccalauréat
Ces formations proposent des méthodes pédagogiques innovantes et s’adressent prioritairement aux personnes éloignées de l’emploi.
Parmi elles :
- des personnes peu ou pas qualifiées à la recherche d'un emploi ;
- des habitants des quartiers prioritaires de la politique de la ville ;
- des habitants des zones de revitalisation rurale.

La Grande École du Numérique a l’ambition d’accompagner ces personnes pour qu’ils deviennent les talents du numérique de demain. Elle favorise l’inclusion et répond aux besoins des recruteurs en compétences numériques. Le Conseil d’Orientation pour l’Emploi estimait ainsi en septembre 2017 la pénurie de compétences expertes dans les nouvelles technologies à 80 000 emplois d’ici 2020 pour les seules technologies de l’information et de l’électronique. L’OPIIEC (Observatoire des métiers du numérique, de l’ingénierie, du conseil et de l’évènement) prévoyait par ailleurs environ 30 000 recrutements à réaliser par an sur la période 2019-2023, dont 25 500 créations nettes d’emploi par an en début d’année 2020.
Des bourses délivrées par un organisme tiers (CNOUS) peuvent aider les apprenants sans ou avec peu de ressources (adossées au barème des bourses sur critères sociaux de l’enseignement supérieur).

### Un portail unique pour recenser l'offre de formations numériques en France
Depuis mai 2022, la Grande École du Numérique recense sur son site internet toute l'offre de formation aux métiers du numérique en France. Ce moteur de recherche vise à aider toute personne qui souhaite se former à un métier numérique à trouver la bonne formation en fonction de son profil. Les données sur les formations proviennent de l'Onisep, du Réseau des Carif-Oref et de la Caisse des dépôts et consignations.

## Historique
Officialisée par le Président de la République le 17 septembre 2015, la Grande École du Numérique a pour objectif de favoriser l'insertion socio-professionnelle grâce au numérique, tout en répondant aux besoins grandissants en compétences numériques sur le marché du travail. Les premiers labels ont été accordés à 171 formations en 2015.
Le 23 août 2016, un nouvel appel à labellisation a été ouvert, destiné à accompagner l'émergence de nouvelles formations sur le territoire.
Un deuxième appel à labellisation lancé en 2017 a permis de labelliser 54 nouvelles formations.
Le 3e appel à labellisation (2018), inauguré dans le cadre du Plan d'Investissement dans les Compétences (PIC), a enrichi le réseau de la GEN avec 347 nouvelles formations. 504 formations étaient ainsi labellisées au 31 décembre 2020.
Un 4e appel à labellisation a été inauguré en mai 2021 afin d’enrichir l'offre de formation de la GEN et de la compléter par de nouveaux métiers émergents ou en tension dans de nouveaux territoires. Des relevés sont organisés tous les trois mois.
Depuis 2016, les formations labellisées par la Grande École du Numérique ont permis de former 39 233 personnes.
Le groupement d'intérêt public dénommé « Grande École du numérique » est dissous par arrêté le 8 janvier 2025.

## Statut juridique
La Grande École du Numérique prend la forme d'un groupement d'intérêt public (GIP), réunissant des acteurs publics et privés impliqués dans la transition numérique, l'emploi et la formation. Elle est présidée par Stéphane Distinguin et dirigée par Samia Ghozlane depuis le 2 décembre 2016.